# Boltenhagen
Boltenhagen (Tysk udtale: [bɔltn̩ˈhaːɡn̩] ( lyt)) er en tysk badeby i Mecklenburg-Vorpommern beliggende på Østersøens kyst 30 km øst for Lübeck. Den har en vid udsigt over Lübeckbugten; en 5 km lang bred sandstrand, en strandpromenade, restauranter og kurbade. Boltenhagen anses for at være en del af den tyske Riviera.
Den ligger tæt på byerne Lübeck, Wismar og Schwerin og er en del af Metropolregion Hamburg. På grund af sin beliggenhed er det en af de mest berømte tyske badebyer ved Østersøen.
 Boltenhagen er især populær blandt familier for sine lavvandede strande og har i alt 24 strandafsnit. Ved hvert strandafsnit kan turister leje en strandkurv.
En lystbådehavn med fiskerihavn forbinder resortet i dens østligste ende og tilbyder hoteller og private strande med udsigt over den store Wohlenberger Wiek, en lavvandet bugt mellem Boltenhagen og Wismar.
Vest for byen og tæt på havet ligger det maleriske lille slot Gross-Schwansee, som for nylig er blevet renoveret og omdannet til et luksushotel. Syd for den kan man besøge Schloss Bothmer, en bemærkelsesværdig herregård i Tudor-stil i den nærliggende landsby Klütz.